# Kolyrydianie
Kolyrydianie, kollyrydianie – zwolennicy egipskiego lub trakijsko-scytyjskiego heterodoksalnego kultu maryjnego, uprawiający go na sposób pogański, w ofierze składając Matce Bożej kollyris – bułeczki. Według doktryny kolyrydian Maria była równa pod względem boskości Trójcy Świętej. Wiadomości o herezji pochodzą z 377 roku z dzieł pisarza Epifaniusza z Salaminy, według którego raz do roku wyznawczynie kultu – arabskie kobiety – podczas uroczystości oddawały Maryi cześć boską. Ciastko kollyre po złożeniu go w ofierze było wspólnie konsumowane.